# Günter Roeschmann
Günter Roeschmann (* 22. Juni 1925 in Berlin; † 16. September 2022) war ein deutscher Geologe und Bodenkundler. Zusammen mit Herbert Kuntze und Georg Schwerdtfeger verfasste er ab der 2. Auflage das im deutschsprachigen Raum als Standardwerk geltende Buch Bodenkunde (UTB Verlag).
Roeschmann studierte Landwirtschaft in an der Christian-Albrechts-Universität Kiel und der Universität Weihenstephan. In Münster studierte er Geologie. Ab 1955 arbeitete er für das Niedersächsische Landesamt für Bodenforschung in Hannover. An der Universität Münster hatte er von 1962 bis 1987 einen Lehrauftrag für Bodenkunde und Bodenkartierung. 1971 wurde er Honorarprofessor in Münster.
Von 1972 bis 1982 war Roeschmann Vizepräsident und wurde später zum Ehrenmitglied der Deutschen Bodenkundlichen Gesellschaft ernannt.